# Ekängens Friidrottsarena

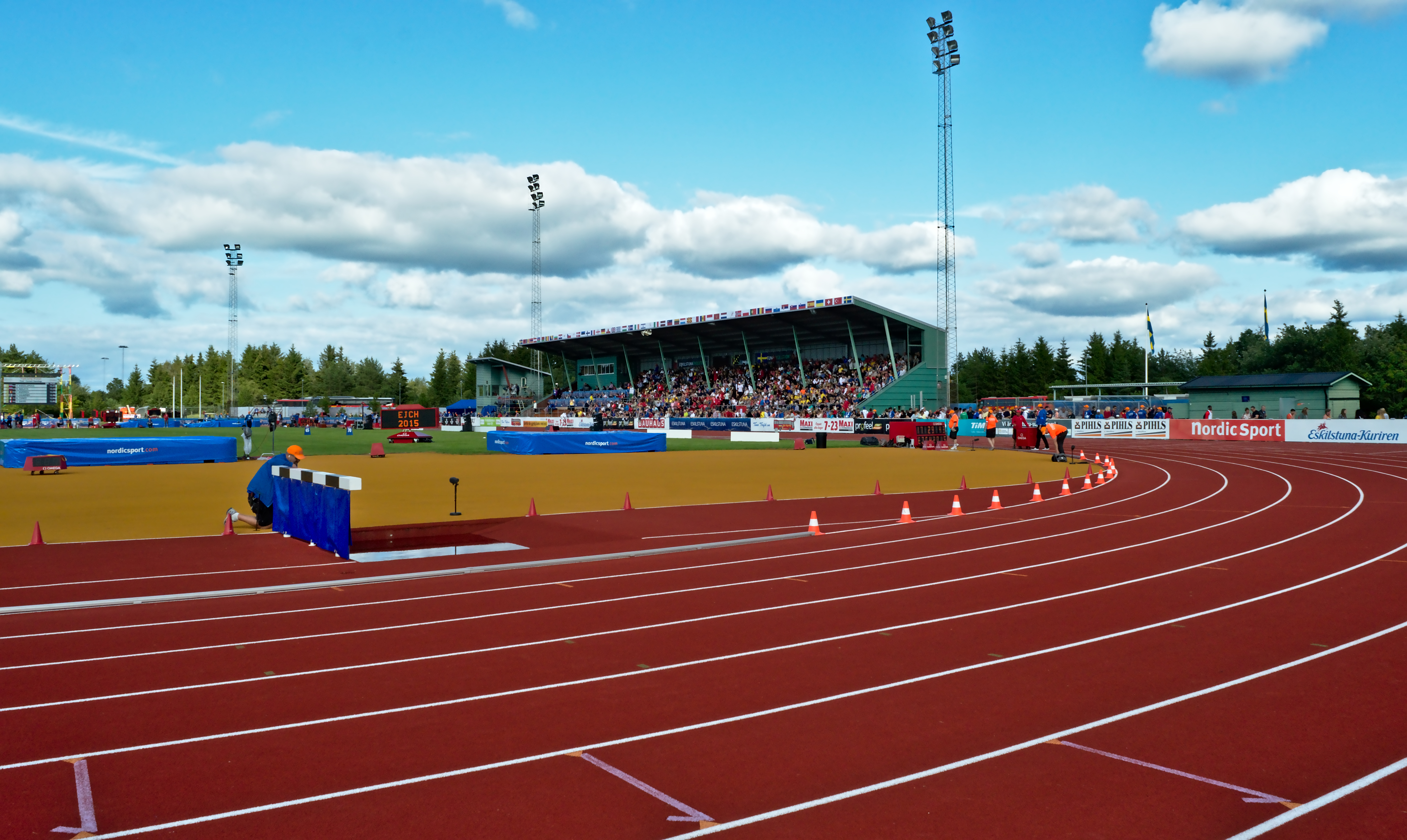
Ekängens Friidrottsarena vid Junioreuropamästerskapen i friidrott 2015.

Ekängens Friidrottsarena är en friidrottsanläggning i östra Eskilstuna nära Eskilstuna Isstadion, Smehallen och Eskilstuna Golfklubb.
Den blev färdigställd hösten 2001 och stod som värd för friidrotts-SM 2007.
Sittplatsläktaren har plats för 1000 åskådare, i övrigt ca 5000 stående åskådare.
År 2015 arrangerades junioreuropamästerskapen i friidrott här.